# Дворец Кортесов
Дворец Ко́ртесов (исп. Palacio de las Cortes) — одно из зданий парламента Испании для заседаний конгресса депутатов, нижней палаты парламента Испании.
Дворец является одним из знаковых зданий Мадрида, с середины XIX века, который был построен на месте монастыря Святого Духа в 1850 году. В проектировании и создании интерьеров залов и экстерьера дворца принимали знаменитые испанские художники, скульпторы и архитекторы.

## История
29 января 1842 года была сформирована комиссия для разработки законопроекта о строительстве дворца для конгресса депутатов. В законопроекте говорилось, что на месте снесенного монастыря будет построен новый дворец для конгресса. Для выполнения этих работ правительству был предоставлен кредит в размере 4 миллионов реалов, который был включен в бюджет того же года.
Королевской академией изящных искусств Сан-Фернандо 16 июня 1842 года был объявлен конкурс на разработку проектов для строительства дворца.
В 1977 году здание получило статус объекта культурного наследия Испании.
В 2020 году здание дворца было включено в список, в качестве объекта-кандидата всемирного наследия, который был позднее, в 2021 году, утвержден ЮНЕСКО.
В настоящее время дворец состоит из комплекса 7 зданий, расположенных рядом с историческим зданием дворца, общей площадью около 87 000 кв. метров, которые были куплены или экспроприированы у прежних частных владельцев.

### Комментарии
1. ↑  другим является дворец Сената
2. ↑  В ее состав входили 10 человек (5 сенаторов и 5 депутатов). В комиссию, в том числе, входили — Феррер Кафранга, Хуан Томас Хоакин Мария[исп.]; Альварес Мендисабаль, Хуан; Кабальеро Моргаес, Фермин[исп.].
3. ↑  под № 31
4. ↑  в период второй половины XX века и в начале XXI века